# Skuri Tsalendzjicha
Skuri Tsalendzjicha (georgiska: სქური წალენჯიხა) är en fotbollsklubb från staden Tsalendzjicha i Megrelien-Övre Svanetien i Georgien. Klubben spelar sina hemmamatcher på Sasja Kvaratschelia-stadion i Tsalendzjicha och tränas av Nugzar Bodzjgua. Skuri spelar i Georgiens näst högsta division, Pirveli Liga, där man spelat sedan man flyttats upp inför säsongen 2010/2011. Klubben spelade under hela 1990-talet i Pirveli Liga, innan man åkte ur divisionen inför säsongen 2000/2001 varav man fick spela den säsongen i Meore Liga. Därefter spelade man ända fram till 2010 i Meore Liga, då man lyckades ta sig tillbaka upp till Pirveli Liga.